# Polonium(IV)-chlorid
Polonium(IV)-chlorid, PoCl4 ist eine chemische Verbindung des Poloniums aus der Gruppe der Chloride.

## Gewinnung und Darstellung
Die Verbindung kann aus der Reaktion von Polonium(IV)-oxid und Phosphorpentachlorid oder Thionylchlorid entstehen oder durch Halogenierung mit Salzsäure hergestellt werden.

## Eigenschaften
Das Salz färbt sich bei höherer Temperatur. Am Schmelzpunkt wird es strohgelb, am Siedepunkt scharlachrot und bei 500 °C blau-grün. Ab einer Temperatur von 200 °C zersetzt sich das Polonium(IV)-chlorid in das zweiwertige Polonium(II)-chlorid. Dabei entsteht Chlor. Polonium(IV)-chlorid ist in der Lage, Halogenkomplexe zu bilden. Mögliche Poloniumchlorid-Komplexe wären PoCl5− oder PoCl62−. Es ist lässt sich gut in Thionylchlorid und mittelmäßig in Ethanol und Aceton lösen. In Wasser kann es durch Hydrolyse gelöst werden.
In Salzsäure ist das Chlorid ebenfalls löslich.